# Kanton Limoges-Isle
Der Kanton Limoges-Isle war von 1973 bis 2015 ein französischer Wahlkreis im Arrondissement Limoges, im Département Haute-Vienne und in der Region Limousin; sein Hauptort war Limoges.
Der Kanton umfasste die Wahlberechtigten der Gemeinde Isle und eines Teils der Stadt Limoges.